# Ecquetot
Ecquetot is een gemeente in het Franse departement Eure (regio Normandië) en telt 306 inwoners (1999). De plaats maakt deel uit van het arrondissement Évreux.

## Geografie
De oppervlakte van Ecquetot bedraagt 5,8 km², de bevolkingsdichtheid is 52,8 inwoners per km².
De onderstaande kaart toont de ligging van Ecquetot met de belangrijkste infrastructuur en aangrenzende gemeenten.

## Demografie
Onderstaande figuur toont het verloop van het inwonertal (bron: INSEE-tellingen).